# Bledzianów (osada leśna w województwie wielkopolskim)
Bledzianów – osada leśna w Polsce położona w województwie wielkopolskim, w powiecie ostrzeszowskim, w gminie Ostrzeszów.